# Edwin Morgan

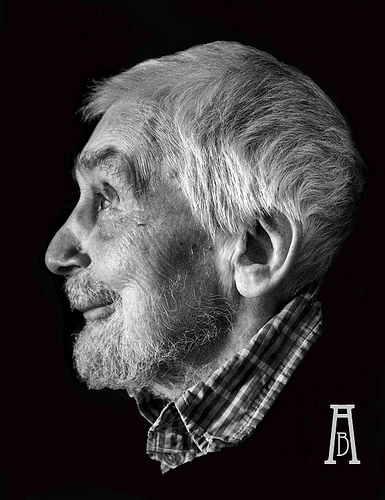
Edwin Morgan

Edwin George Morgan, (Glasgow, 27 april 1920 - aldaar, 19 augustus 2010) was een Schots dichter en vertaler, die deel uitmaakte van de "Schotse renaissance". In 1999 werd Edwin Morgan Poet Laureate van de stad Glasgow en in 2004 werd hij officieel aangesteld tot Makar van Schotland (nationaal dichter).
Edwin Morgan werd in Glasgow geboren en groeide op in Rutherglen. In 1937 ging hij naar de universiteit van Glasgow. Hij onderbrak zijn studies tijdens de Tweede Wereldoorlog, toen hij als gewetensbezwaarde diende bij de Royal Army Medical Corps en beëindigde zijn studies in 1947. Hij werd vervolgens docent aan de universiteit van Glasgow, waar hij werkzaam bleef tot aan zijn pensioen in 1980.
Edwin Morgan was de laatste overlevende van de Big Seven, de zeven belangrijkste Schotse dichters van de 20e eeuw en van de "Schotse renaissance". De zes andere waren Hugh MacDiarmid, Robert Garioch, Norman MacCaig, Iain Crichton Smith, George Mackay Brown en Sorley MacLean.
- Bibsys: 90053287
- Bibliothèque nationale de France: cb12163094r (data)
- CiNii: DA06440287
- Gemeinsame Normdatei: 118996053
- International Standard Name Identifier: 0000 0001 1474 3161
- Library of Congress Control Number: n50005824
- Nationale Bibliotheek van Letland: 000201828
- MusicBrainz: 2c870d19-efa1-4e53-a703-4b633a9affd1
- Nationale Bibliotheek van Tsjechië: xx0006398
- Nationale bibliotheek van Australië: 54814207
- Nationale Bibliotheek van Israël: 987007463643305171
- Nationale en Universitaire bibliotheek Zagreb: 000161678
- Nederlandse Thesaurus van Auteursnamen: 067626610
- Réseau des bibliothèques de Suisse occidentale: 02-A016735241
- LIBRIS: 287096
- SNAC: w69c8p89
- Système universitaire de documentation: 030158230
- Trove: 925781
- Union List of Artist Names: 500460860
- Virtual International Authority File: 68969203
- WorldCat: E39PBJgCKtYRcdy9VRW9cYg3Qq